# Cambio climático en Francia

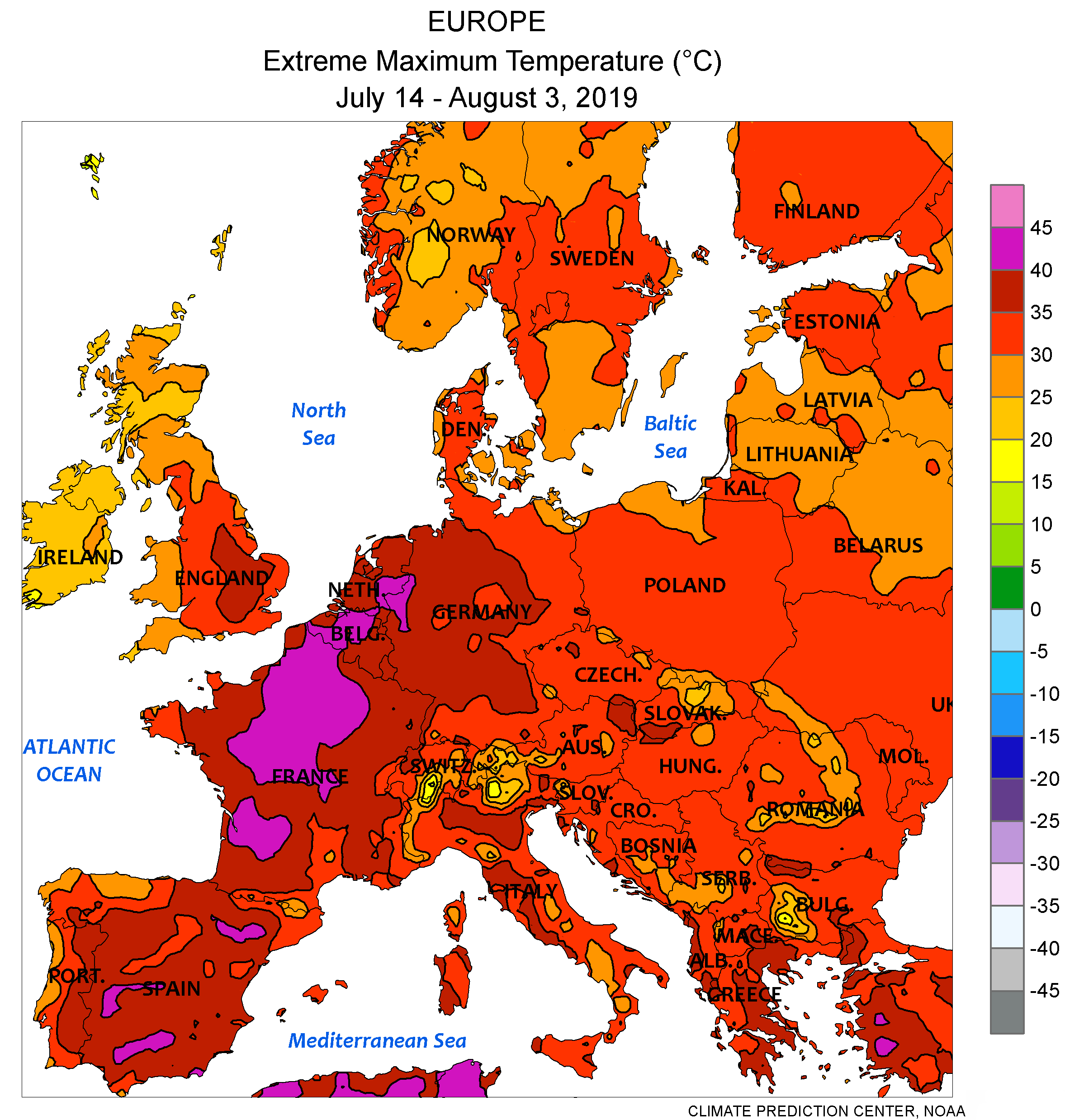
La ola de calor europea de julio de 2019 afectó mucho a Francia, registrándose en muchas zonas temperaturas superiores a los 40 °C.

El cambio climático en Francia ha provocado algunos de los mayores aumentos anuales de temperatura registrados en cualquier país de Europa. En la ola de calor de julio de 2019 se registraron temperaturas récord de 45,9 °C. Se espera que las olas de calor y otros fenómenos meteorológicos extremos aumenten con la continuación del cambio climático. Otros impactos ambientales previstos son el aumento de las inundaciones, debido tanto a la subida del nivel del mar como al aumento del deshielo de los glaciares. Estos cambios medioambientales provocarán además cambios en los ecosistemas y afectarán a los organismos locales, lo que puede provocar pérdidas económicas, por ejemplo, en los sectores agrícola y pesquero.
Francia ha establecido una ley para tener una emisión neta de gases de efecto invernadero en la atmósfera (neutralidad de carbono) para 2050. Recientemente, el gobierno francés ha recibido críticas por no hacer lo suficiente para combatir el cambio climático, y en 2021 fue declarado culpable ante los tribunales por sus insuficientes esfuerzos.

## Emisiones de gases de efecto invernadero
Francia se esfuerza por haber reducido sus emisiones de gases de efecto invernadero hasta un 40 % por debajo de lo que era en 1990 para 2030. El gobierno francés espera alcanzar una emisión neta de cero en 2040.
La siguiente tabla muestra la emisión total anual de gases de efecto invernadero en Francia en Megatoneladas de dióxido de carbono equivalente (Mt CO2). Se incluyen los valores de la UE27 con el Reino Unido (antes UE28) así como los valores del mundo para comparar las tendencias de emisión.
| Año  | Francia (Mt CO2) | UE27 + Reino Unido (Mt CO2) | Mundo (Mt CO2) |
| ---- | ---------------- | --------------------------- | -------------- |
| 1990 | 386              | 4408                        | 22683          |
| 2005 | 408              | 4249                        | 30051          |
| 2019 | 314              | 3303                        | 38016          |

Los cuatro principales sectores emisores en Francia son el transporte, la agricultura, los edificios y la industria. En 2017, la industria francesa (incluyendo el suministro de energía y otras manufacturas) fue responsable del 46% de la emisión total de CO2, una cifra que se ha mantenido bastante estable desde aproximadamente 2014. Las industrias y la agricultura son responsables de solo el 20% cada una de las emisiones de CO2 de Francia.
En cuanto a la emisión total de CO2 en 2018, Francia ocupó el número 19 del mundo con un total de 330Mt de CO2 emitidas, justo por debajo de Polonia con 340Mt de CO2 emitidas y del Reino Unido con 370Mt de CO2 emitidas.
La siguiente tabla muestra la emisión anual de gases de efecto invernadero en Francia en toneladas de dióxido de carbono equivalente per cápita (tCO2/cápita).
| Año  | Francia (t CO2/cápita) | UE27 + Reino Unido (t CO2/cápita) | Mundo (t CO2/cápita) |
| ---- | ---------------------- | --------------------------------- | -------------------- |
| 1970 | 9.18                   | 9.52                              | 4.26                 |
| 1980 | 9.38                   | 10.27                             | 4.46                 |
| 1990 | 6.78                   | 9.24                              | 4.26                 |
| 2000 | 6.75                   | 8.46                              | 4.18                 |
| 2010 | 6.02                   | 7.78                              | 4.88                 |
| 2019 | 4.81                   | 6.47                              | 4.93                 |

La emisión per cápita de Francia en 2019 estuvo justo por debajo de la media mundial. En 2018, Francia ocupó el puesto 17 del mundo con 5,19 toneladas de CO2 emitidas per cápita. Sus países vecinos, el Reino Unido (5,62T CO2/per cápita) y Alemania (9,12T CO2/per cápita) ocuparon los puestos 14 y 9, respectivamente.

### Producción de combustibles fósiles y consumo de energía
En 2017, los sectores industriales fueron responsables del 17,6 % del consumo total de energía de Francia, y los sectores no industriales representaron el 82,4 % restante del consumo total de energía.
El suministro total de energía de Francia en 2019 se basó principalmente en la energía nuclear (algo más del 40 %) y el petróleo (30 %). El uso del carbón representó solo el 5 % del suministro total de energía y el gas natural algo más del 15%. El resto provino de fuentes renovables, como el biocombustible y la energía hidroeléctrica.
Francia se ha fijado el objetivo de obtener el 32 % del total de la energía consumida de fuentes renovables para 2030. Emmanuel Macron ha anunciado un «renacimiento» para la industria nuclear francesa con un vasto programa para construir hasta 14 nuevos reactores. El gobierno francés presionó fuerte y exitosamente para que la Comisión Europea etiquete la energía nuclear como «verde» este mes en una revisión histórica, lo que significa que puede atraer fondos como una fuente de energía amigable con el clima. Francia pretende además cerrar su última central de carbón para 2022, lo que les convertiría en el cuarto Estado sin carbón de Europa, tras Bélgica, Austria y Suecia. Todos los esfuerzos están en consonancia con el objetivo de la ley de neutralidad del carbono, que Francia espera alcanzar en 2050.

## Impacto del cambio climático
El actual aumento de la temperatura está cambiando el entorno natural en Francia, desde más precipitaciones durante la primavera y el invierno hasta olas de calor y el rápido deshielo de los glaciares. Se espera que todos estos impactos empeoren con el aumento de la temperatura.

### Temperatura
Durante el siglo XX, la temperatura media anual en Francia continental aumentó 0,95 °C. Mientras tanto, la temperatura media anual en el mundo aumentó en 0,74 °C durante ese mismo periodo de tiempo. Esto significa que la temperatura media de Francia aumentó un 30 % más que la temperatura media mundial. Si esta tendencia se mantiene para cuando la temperatura media mundial haya alcanzado los 2 °C, significaría que la temperatura media en Francia ha aumentado con casi 3 °C. En la actualidad, los veranos más cálidos y los inviernos más fríos ya se están acentuando, lo que ha provocado un aumento del 5-35% en las precipitaciones de otoño e invierno, así como una disminución de las precipitaciones de verano; esto último, combinado con el aumento de la temperatura, podría aumentar el riesgo de que se produzcan fenómenos de sequía más graves. La parte mediterránea del país experimentó un aumento de alrededor de 0,5 °C por década en el período 1979-2005, lo que la convierte en la parte del país que experimenta el mayor aumento de la temperatura y la mayor disminución de las precipitaciones anuales.
El aumento de la temperatura en los Alpes franceses es aún mayor que en el resto del país y ya se acerca a los 2 °C de aumento medio en comparación con la revolución industrial, con un aumento acelerado en las últimas décadas.

### Biodiversidad
Las comunidades vegetales afectan a las propiedades biofísicas del suelo que las rodea a través de las interacciones con las comunidades microbianas y los animales, así como a través de la adición de suelo procedente de la materia vegetal en descomposición y el crecimiento de las raíces, que mantiene tanto el agua como el suelo en su lugar. Con un cambio de clima, estas comunidades también tendrán que desplazarse. Para las comunidades vegetales que viven en los Alpes esto es más problemático, ya que, según una fuente, un cambio de altitud de aproximadamente 100 metros corresponde a una diferencia de 0,5 °C. Esto significa que, para que los organismos que viven en las regiones alpinas permanezcan en la misma zona de temperatura, tendrán que desplazarse con relativa rapidez hacia las montañas. Debido a la forma de las montañas, los organismos que se desplacen a mayores alturas también experimentarán una importante reducción del terreno disponible. Para los organismos que ya viven en las cimas de las montañas, esto podría provocar la extinción, ya que no hay ningún lugar a donde ir.
Una temperatura invernal más alta también podría ser devastadora para muchas formas de vida silvestre que hibernan, ya que un pico temprano de temperatura promovería el despertar de los organismos que hibernan, como los reptiles y anfibios de sangre fría, así como la floración temprana de las plantas. La mayoría de estos organismos no sobrevivirían si se produjera una ola de frío de finales de invierno en la zona. Un ejemplo es el arándano, que es sensible a las heladas y, por lo tanto, puede resultar gravemente dañado si su productividad se adelanta.

### Salud
Francia es uno de los países más afectados por las olas de calor europeas. Durante la ola de calor de 2003, en la que grandes zonas de Francia superaron los 40 °C, murieron cerca de 15 000 personas debido a las elevadas temperaturas. Hasta ese año, las olas de calor se habían subestimado como una amenaza para la salud pública francesa. Desde entonces, las autoridades locales han tomado medidas para estar más preparadas. Durante las olas de calor de 2018 y 2019, a pesar de que estas últimas alcanzaron temperaturas récord de 45,9 °C, las víctimas mortales alcanzaron aproximadamente 1500 personas cada año. Con el cambio climático, se espera que las olas de calor sean más intensas y frecuentes en Francia, y el número de víctimas mortales con ellas.
Las muertes debidas a la contaminación atmosférica han sido probablemente infravaloradas en Francia. Las muertes prematuras debidas a enfermedades pulmonares y derrames cerebrales se estimaban anteriormente en 16 000 víctimas mortales al año. Más recientemente, las muertes prematuras debidas a los niveles de partículas (PM2,5), óxido nitroso (NO2) y ozono (O3) se calcularon en más de 40 000 personas al año. El cambio climático afecta al flujo y desarrollo de los contaminantes atmosféricos y es probable que disminuya la salud general de la población, aunque es muy difícil predecir cuáles serán los efectos exactos.
Con un clima más cálido, como el que provoca el cambio climático, existe el riesgo de que aumenten las enfermedades transmitidas por vectores, como la fiebre amarilla, el dengue y la malaria. La leishmaniasis, una enfermedad transmitida por los flebotomos, se encuentra actualmente sólo en la zona mediterránea, pero podría extenderse hacia el norte con un clima más cálido. Si bien un clima más cálido traerá probablemente condiciones más favorables para los vectores, los efectos exactos o el alcance de la propagación también dependen de factores como la situación socioeconómica y el uso de la tierra, así como de los tratamientos disponibles.

## Sociedad y cultura

### Demandas judiciales
En 2021 el gobierno francés fue declarado culpable de no cumplir sus compromisos de reducción de gases de efecto invernadero. Un tribunal francés condenó al gobierno después de que cuatro organizaciones no gubernamentales (ONG) recogieran 2,3 millones de firmas de los franceses para su petición, que es la mayor cantidad de firmas recogidas de la historia. Entre las ONG se encuentran Greenpeace Francia y Oxfam Francia. La petición se creó para contrarrestar la actual falta de acción del gobierno francés para reducir las emisiones de gases de efecto invernadero, a pesar de haber prometido reducir sus emisiones de GEI en un 40 % para el año 2030 y llegar a la neutralidad del carbono en 2050. Las ONGs acusaron al gobierno de tratar actualmente el problema climático a un ritmo que va doblemente lento. Entre los años 2018-19 la emisión de GEI en Francia se redujo un 0,9 % en lugar del objetivo anual del 1,5 % hasta el año 2025. Cada organización fue premiada con un simbólico 1€ por el gobierno francés.

### Activismo

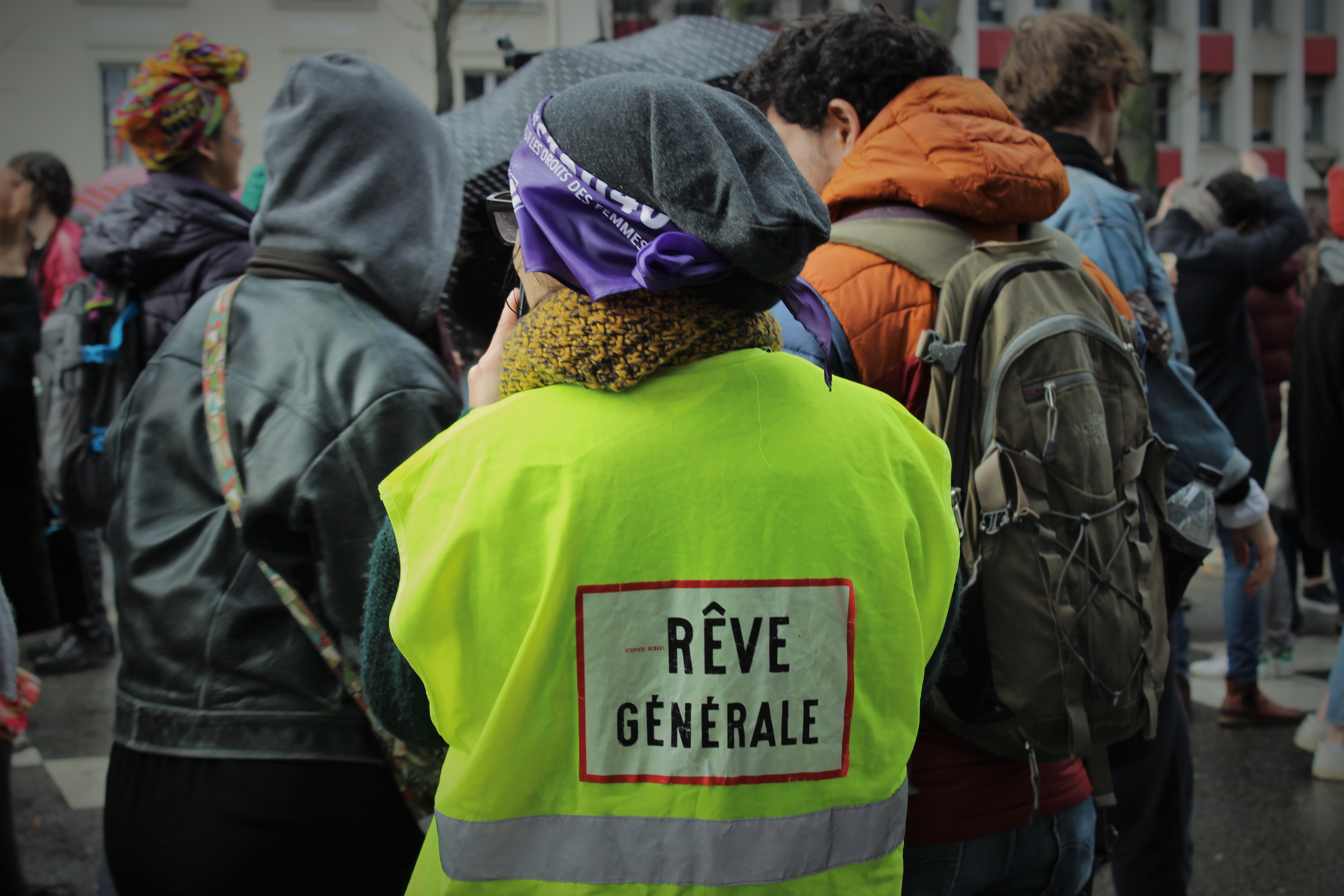
El movimiento de los chalecos amarillos, surgido originalmente por el aumento en los precios del combustible.

En agosto de 2019 se celebró una cumbre de los miembros del G7 en Biarritz, Francia. En protesta por lo poco que está haciendo el país para frenar sus emisiones de carbono, los manifestantes marcharon en la cercana ciudad de Bayona, ya que Biarritz había estado bajo cierre debido a la cumbre. Los manifestantes sostuvieron los retratos de Emmanuel Macron al revés para destacar la brecha entre los objetivos climáticos del presidente y la falta de acción al respecto. Los más de 100 retratos del presidente habían sido robados de los ayuntamientos franceses de todo el país, y muchos activistas fueron considerados responsables de «robo en grupo por engaño». A pesar de los juicios, más de 9000 manifestantes se presentaron y marcharon con los retratos invertidos. Las protestas fueron finalmente disueltas con gases lacrimógenos y cañones de agua, y unas 70 personas fueron detenidas.
El movimiento de los chalecos amarillos se inició inicialmente en Francia debido a la indignación de la opinión pública por el aumento del precio del combustible. En 2018, el precio del gasóleo aumentó un 20 %, el impuesto sobre el carbono añadido y el aumento general del precio del combustible fue realizado por el gobierno para tomar medidas climáticas y reducir el número de veces que la gente utiliza los coches u otras formas de transporte personal. El único problema es que las personas más afectadas por esta medida eran las que no podían permitírselo y sólo tenían sus coches como medio de transporte. El aumento del precio se hizo en favor de las personas que viven en la ciudad, donde el transporte público es abundante, pero no es el caso en las regiones rurales y en el campo, lo que inició el movimiento.

### Percepción pública
Una encuesta nacional realizada en 2017 con las respuestas de 3480 ciudadanos franceses analizó la percepción del cambio climático por parte del público en general. Según el estudio, el 85 % de las personas cree que el cambio climático está ocurriendo, y solo el 1,9 % no está absolutamente seguro. El 90 % de los participantes cree que la actividad humana es total o parcialmente responsable del cambio climático y sólo el 2,5 % se declara negacionista del cambio climático. Alrededor del 85 % mostró preocupación por los efectos del cambio climático. Los más preocupados eran los más jóvenes, los estudiantes y los que trabajan a tiempo completo. Por otro lado, la cantidad de personas que creían que sus acciones podían mitigar el cambio climático resultó ser sólo moderada. Muchas personas no sabían qué medidas tomar o creían que sus acciones no supondrían ninguna diferencia. La encuesta también reveló que el conocimiento del público sobre el cambio climático era de bajo a moderado, mientras que era alto en las personas con un nivel educativo medio, los estudiantes, los empleados a tiempo completo y los que habían experimentado los efectos directos del cambio climático a través de sequías, inundaciones o tormentas extremas.